# Muzeum byłego niemieckiego Obozu Zagłady Kulmhof w Chełmnie nad Nerem
Muzeum byłego niemieckiego Obozu Zagłady Kulmhof w Chełmnie nad Nerem – muzeum utworzone, na terenie byłego niemieckiego obozu zagłady Kulmhof w Lesie Rzuchowskim (W rejestrze zabytków pozycja A-508/249 z 17 czerwca 1994) oraz w ruinach pałacu (poz. w rej. zabytków A-509/250 z 8 sierpnia 1994) w Chełmnie nad Nerem. Jest oddziałem Muzeum Martyrologicznego w Żabikowie.

## Historia
Z inicjatywy Muzeum Okręgowego w Koninie w 1986 roku rozpoczęto badania archeologiczne na terenie byłego obozu, w lesie na północ od wsi Rzuchów. Placówka powstała 17 czerwca 1990 roku jako oddział Muzeum Okręgowego w Koninie.
Dzięki staraniom Rady Ochrony Pamięci Walk i Męczeństwa w 1998 roku muzeum pozyskało cały majątek obejmujący pałac, zabudowania gospodarcze i park – zlokalizowane w centrum wsi Chełmno. W 2009 roku w odrestaurowanym spichlerzu uruchomiono wystawę poświęconą obozowi.
Od lipca 2013 roku jest oddziałem Muzeum Martyrologicznego w Żabikowie. Placówka jest instytucją kultury samorządu województwa wielkopolskiego.
Na terenie muzeum w Lesie Rzuchowskim znajduje się lapidarium nagrobne prezentujące nagrobki z cmentarzy żydowskich z regionu konińskiego oraz pomniki.

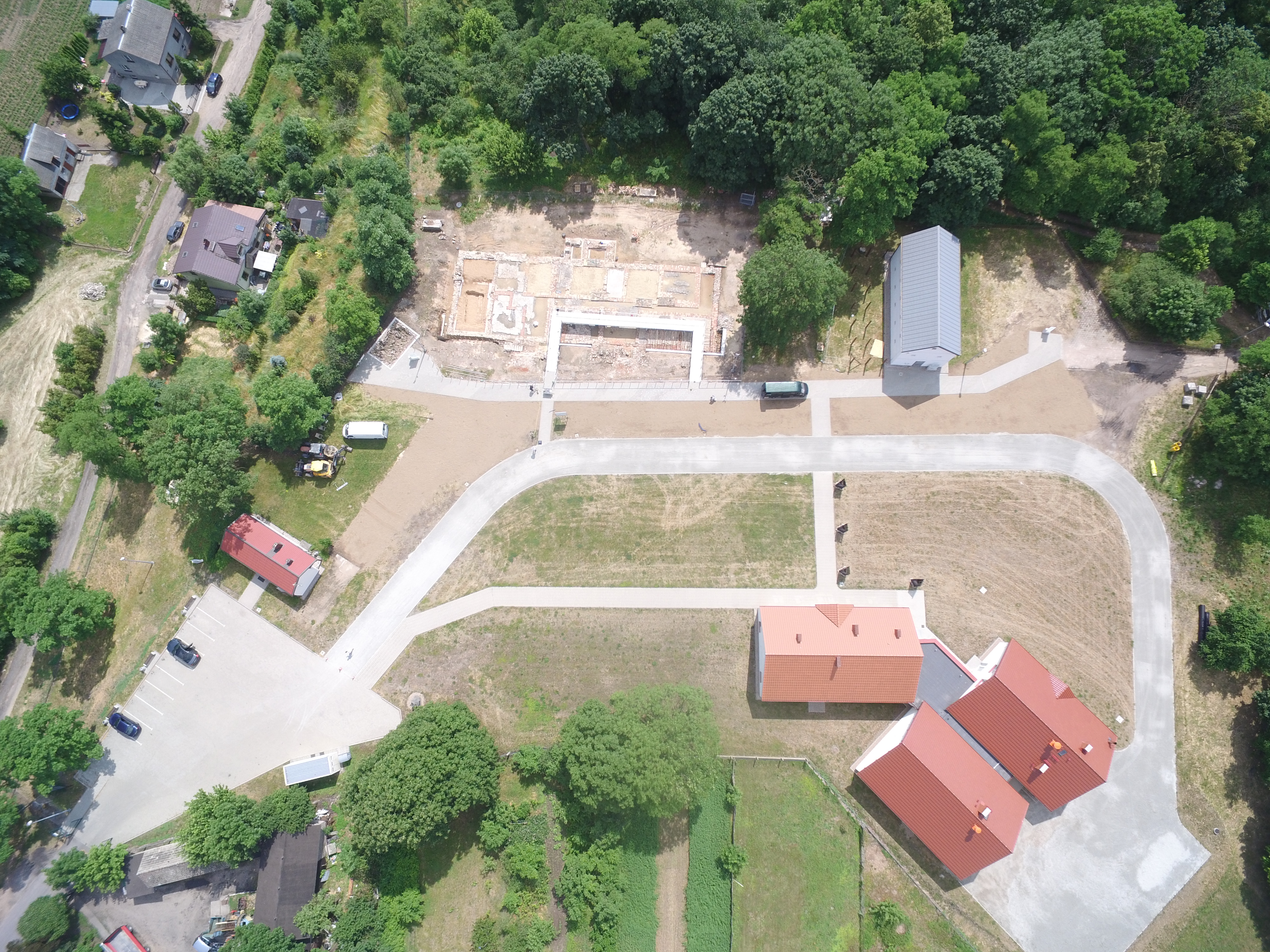
Z lotu ptaka
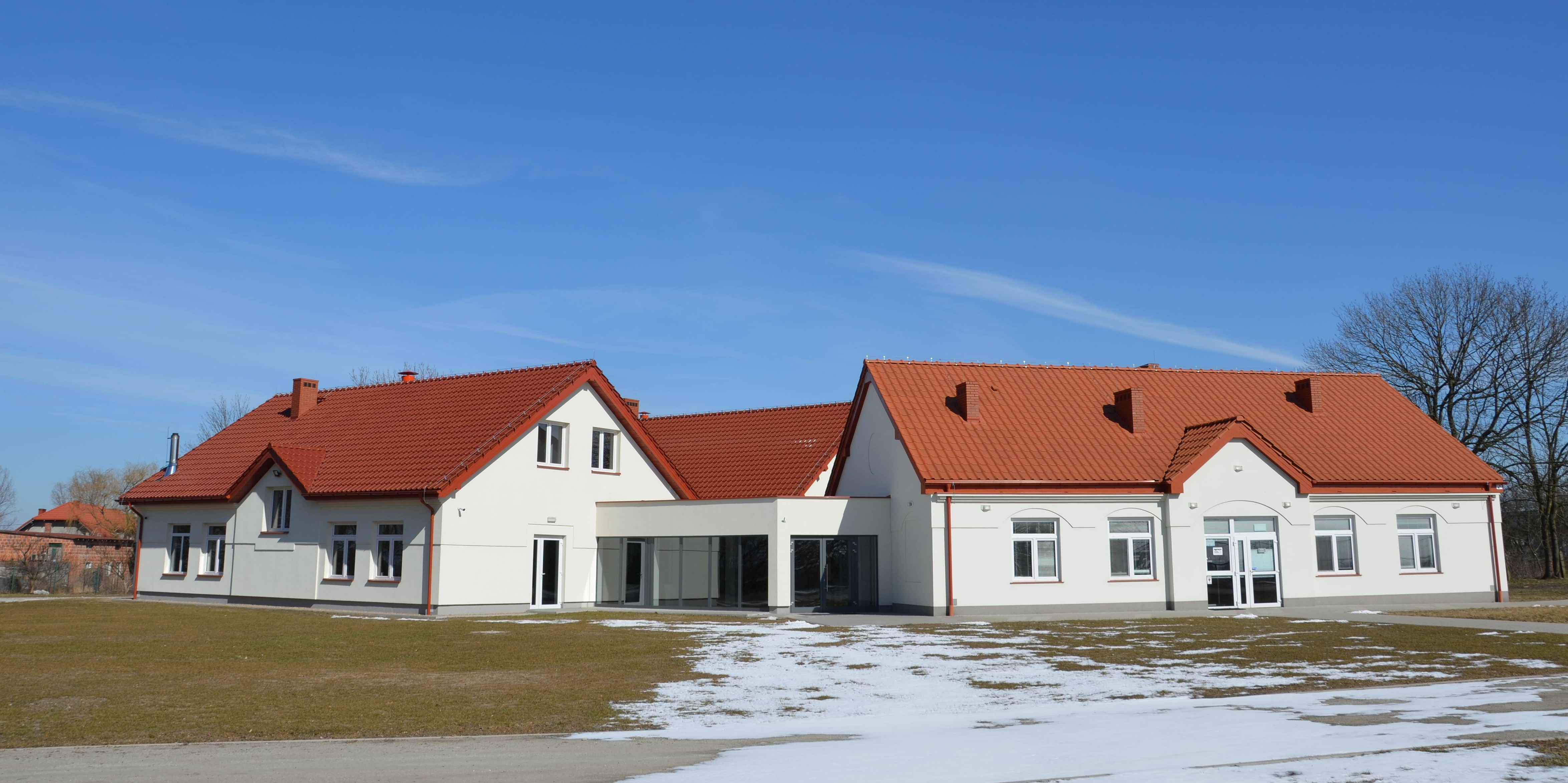
Budynek główny muzeum, w którym znajduje się wystawa stała
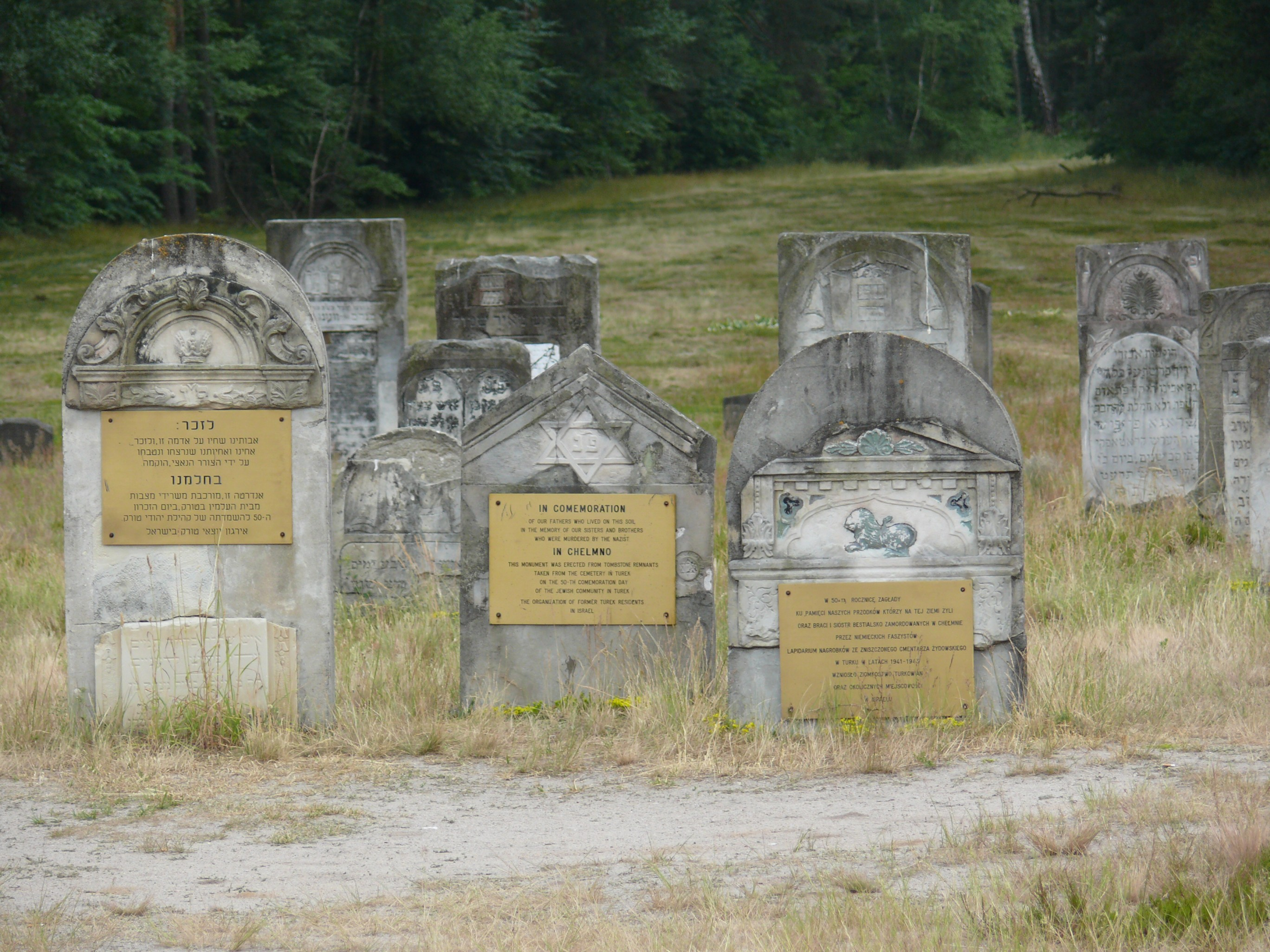
Lapidarium